# 痛車グラフィックス
痛車グラフィックス（いたしゃグラフィックス）は芸文社が発行、販売していた自動車雑誌である。通称「痛G」。2008年3月26日創刊。
季刊発行となっており、定価は1,500円。
その名のとおり痛車を中核として二次元サブカルチャー情報を取り扱っており、ミーティングイベント｢痛Gふぇすた｣も開催していた。
しかし出版不況を理由に、2016年8月5日発売の27号をもって休刊、イベントも終了となることが発表された。
本誌の休刊後、八重洲出版によって痛車天国が創刊し、イベントも行うこととなった。